# Oophaga lehmanni
Oophaga lehmanni Myers and Daly, 1976 è una rana della famiglia Dendrobatidae, endemica della Colombia.

## Etimologia
Il nome è un omaggio al biologo colombiano Federico Carlos Lehmann (1914-1974).

## Descrizione
Questa specie è lunga dai 31 ai 36 millimetri.

## Distribuzione e habitat
Questa specie è diffusa in Colombia, si riscontra in foreste umide da 600 a 1200 metri di altitudine sul versante ovest della cordigliera occidentale dei dipartimenti della Valle del Cauca e del Chocó.

## Conservazione
Oophaga lehmanni è classificata dalla IUCN Red List come specie in pericolo critico di estinzione (Critically Endangered).